# Linea Brünig-Napf-Reuss

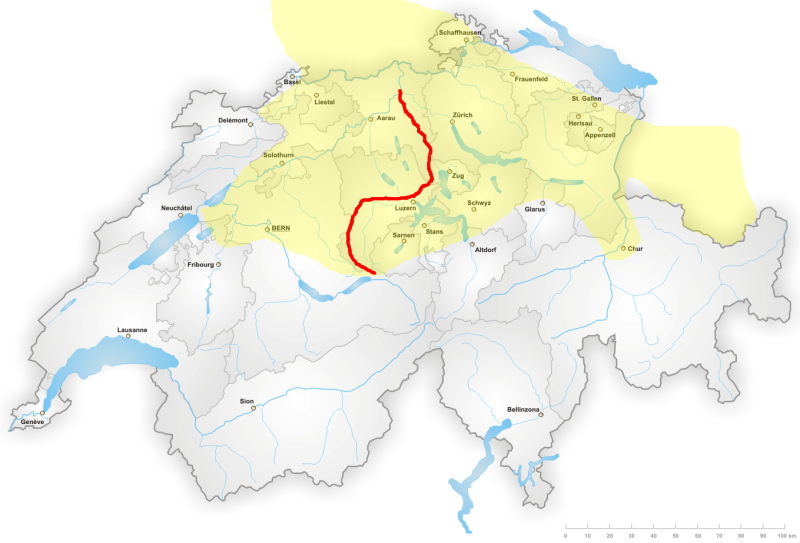
In rosso: linea Brünig-Napf-Reuss. In giallo: area linguistica del dialetto alto-alemanno

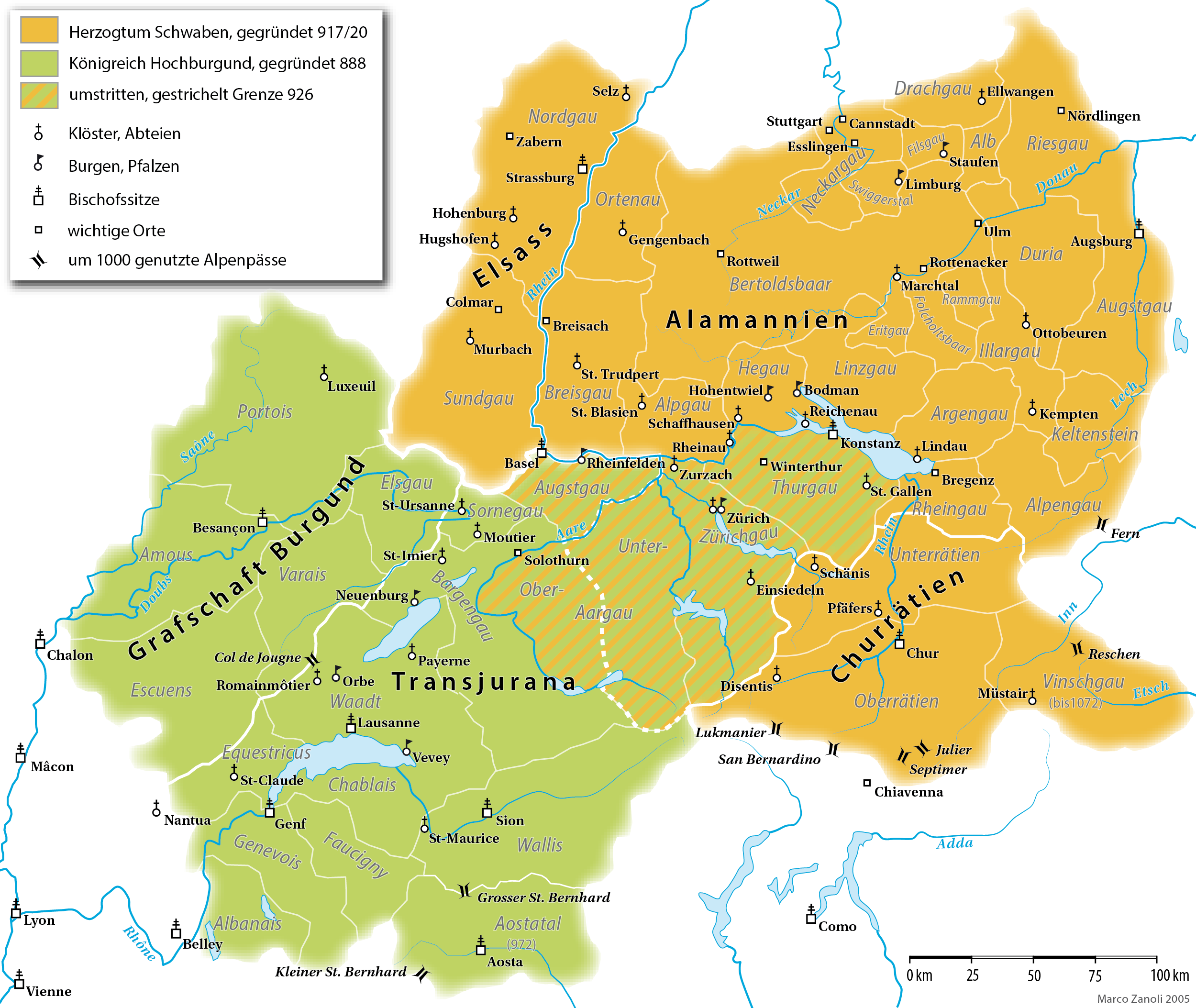
Ducato di Alemannia e Regno dell'Alta Borgogna intorno al 1000 d.C.: la linea Brünig-Napf-Reuss attraversa il Canton Argovia, conteso tra i due regni.

La linea Brünig-Napf-Reuss (in tedesco Brünig-Napf-Reuss-Linie), nota anche come confine di Jass (in tedesco Jassgrenze), è un confine culturale all'interno della Svizzera. Il suo corso è approssimativamente segnato dal passo del Brünig, dalla catena di colline del Napf e dal fiume Reuss. La linea corre a est del confine linguistico franco-tedesco (Röstigraben), ad una distanza compresa tra i 50 e i 100 chilometri da quest'ultimo. È stata proposta per la prima volta dal folclorista Richard Weiss nel 1947.
La linea Brünig-Napf-Reuss costituisce un confine dialettale (peraltro ampiamente diversificato) all'interno dell'area linguistica alto alemanna, ma può essere riconosciuta anche da alcune differenze tra le tradizioni popolari. Un esempio particolare sono i semi utilizzati nel gioco di carte jass: a ovest della linea Brünig-Napf-Reuss si utilizzano carte da gioco con semi francesi, a est invece carte da gioco con semi svizzeri. La linea corrisponde inoltre al confine di distribuzione tradizionale fra la varietà bovina Fleckvieh e quella Braunvieh.
Alcuni autori sono dell'opinione che la linea Brünig-Napf-Reuss sia un confine culturale fondamentale all'interno della Svizzera, molto più importante del confine linguistico franco-tedesco, in quanto le usanze “occidentali” valgono sia per gli abitanti di lingua francese che per quelli di lingua tedesca. La separazione risalirebbe all'alto medioevo, quando a ovest della linea l'influenza preponderante era quella della Regno dell'Alta Borgogna, mentre a est era quella del Ducato di Alemannia. Anche la formazione di aree linguistiche e culturali che hanno avuto origine nelle città-stato di Berna a ovest e di Zurigo a est ha contribuito in modo significativo alla formazione di questo confine culturale.